# Royal Hospital Chelsea

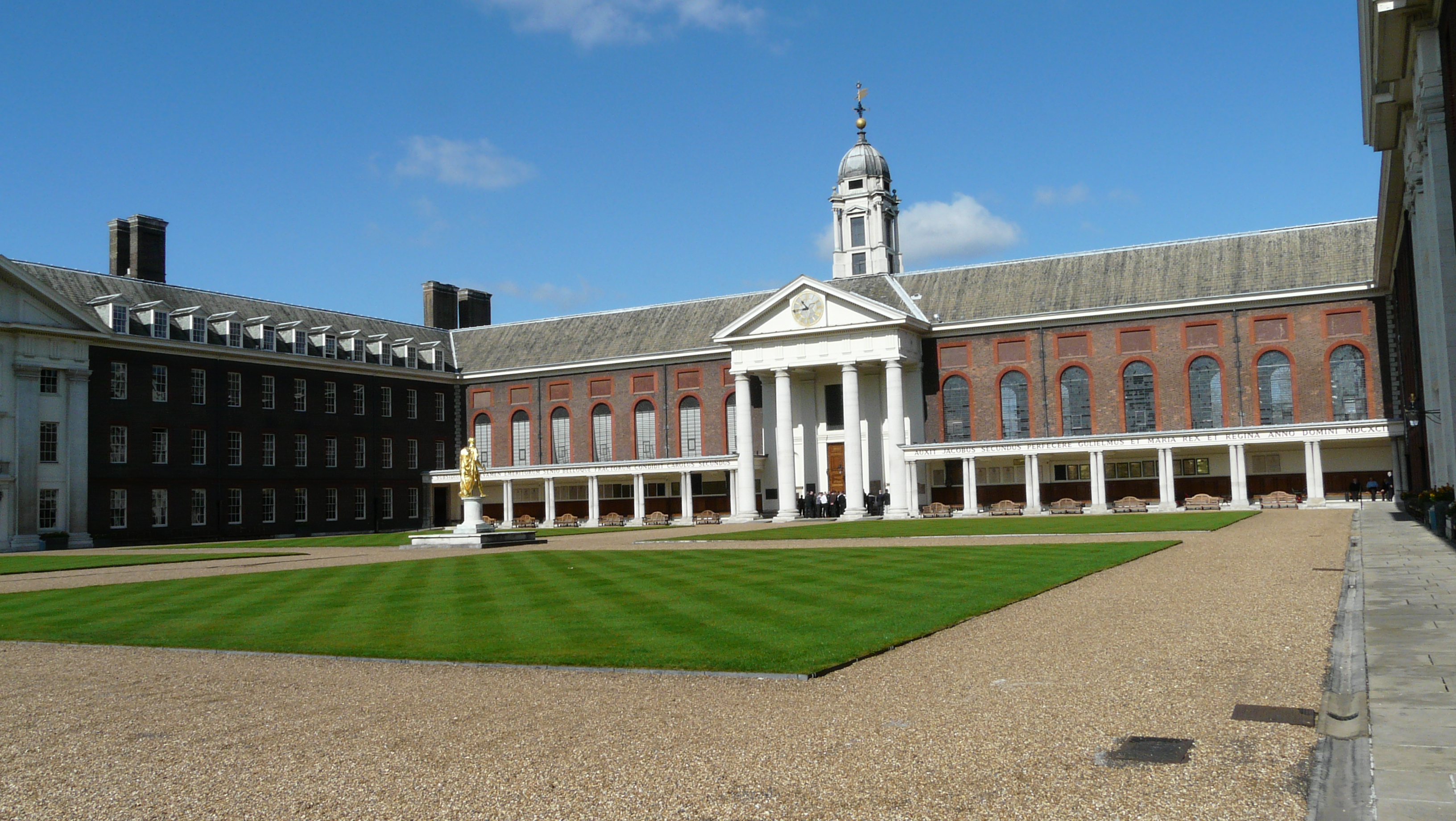
Pátio do Royal Hospital Chelsea (frente sul)

O Royal Hospital Chelsea é uma casa de repouso e lar de idosos para cerca de 300 veteranos do exército britânico. Fundado como uma casa de esmolas, no sentido antigo da palavra "hospital", situa-se num terreno de 66 acres (27 ha) na Royal Hospital Road, em Chelsea, Londres. É uma instituição de caridade independente e depende, em parte, de donativos para cobrir os custos de funcionamento quotidiano, a fim de prestar cuidados e alojamento aos veteranos.
Os residentes são conhecidos como "Chelsea Pensioners". Os jardins do Royal Hospital estão classificados como Grade II no Registo de Parques e Jardins Históricos.

## História

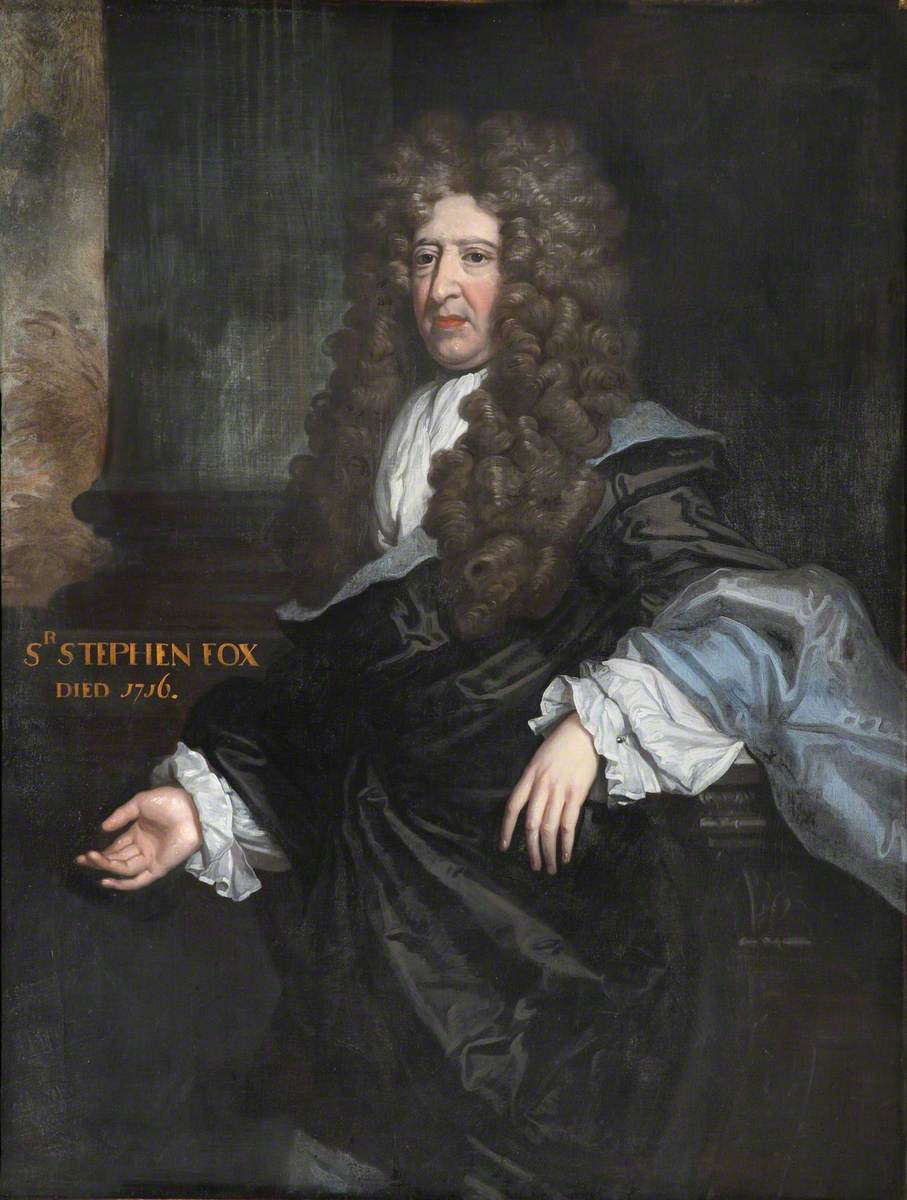
Sir Stephen Fox (1627–1716), a inspiração por trás da fundação do hospital e um generoso benfeitor. Retrato de John James Baker, coleção do Royal Hospital Chelsea

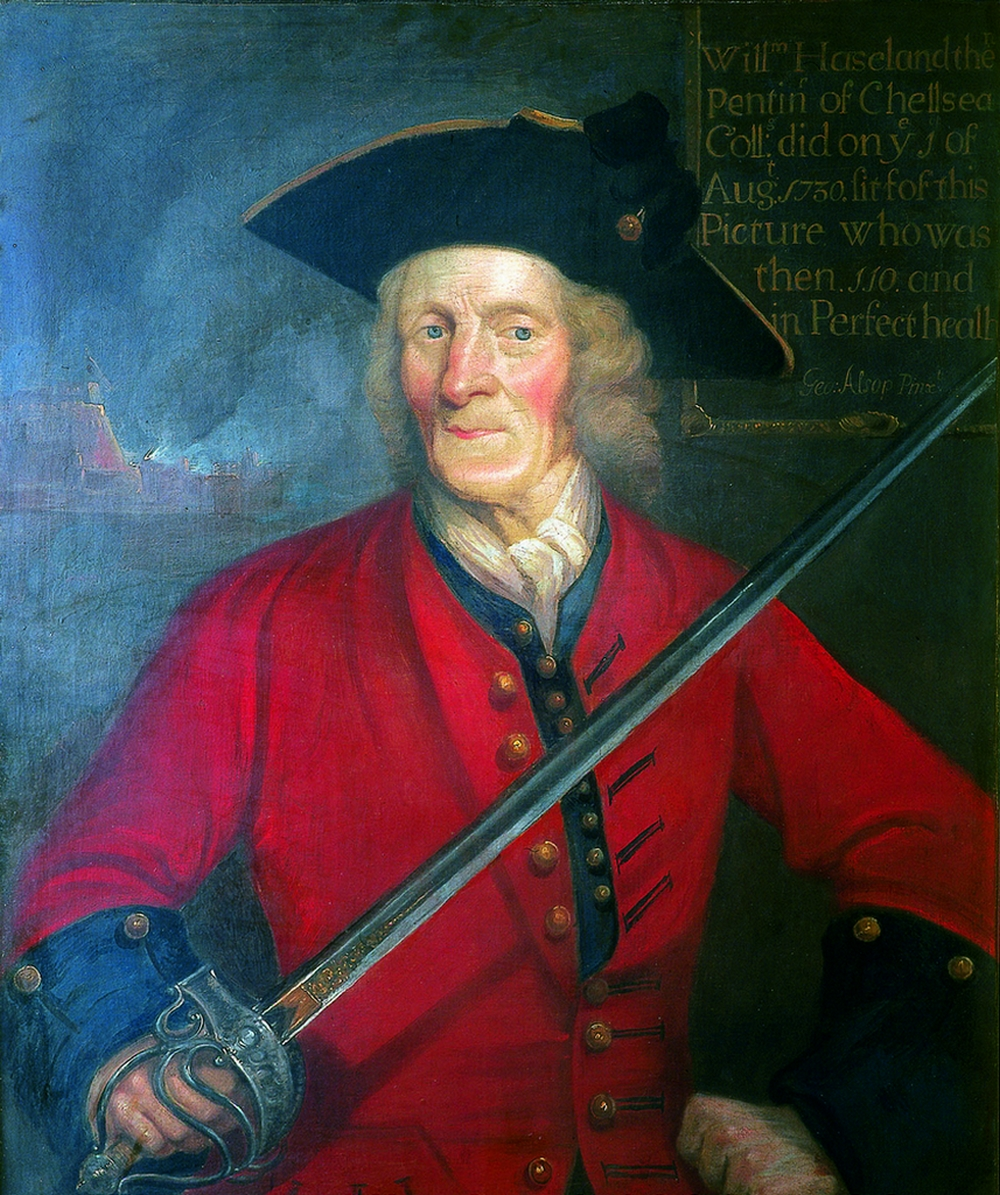
Sargento William Hiseland (1620-1732) cavaleiro da Guerra Civil Inglesa e um dos primeiros aposentados a ser admitido no Royal Hospital em Londres

O Rei Carlos II fundou o Royal Hospital como um retiro para veteranos em 1682. Diz-se que a iniciativa partiu de Nell Gwyn, de acordo com a obra de Peter Cunningham "The Story of Nell Gwyn" (1851). A tradição foi perpetuada quando o seu retrato foi utilizado como sinal de uma casa pública em Grosvenor Row (uma rua que desapareceu no século XIX). A criação de um albergue em vez do pagamento de pensões foi inspirada em Les Invalides, em Paris. O local do Royal Hospital era uma zona de Chelsea, em Londres, que albergava um edifício incompleto "Chelsey College", um colégio teológico fundado por James I em 1609.
O precursor da fundação foi o estabelecimento, em 1677, de pensões para "oficiais reformados (ou seja, oficiais de regimentos dissolvidos) e soldados mutilados". A principal força inspiradora por detrás da fundação do hospital foi Sir Stephen Fox (1627-1716), Paymaster of the Forces e um administrador real de confiança e capaz do Rei, e em 1681 Fox e o Rei iniciaram planos para um hospital permanente para soldados deficientes. Em 22 de dezembro de 1681, foram emitidas cartas-patente notificando a intenção do rei de construir "um hospital para o alívio dos soldados de terra que são, ou serão, velhos, coxos ou doentes ao serviço da coroa". Para este efeito, nomeou como "Receptor-Geral e Tesoureiro dos dinheiros angariados para a construção e manutenção do hospital" Nicholas Johnson (falecido em 1682), cunhado de Fox e seu sucessor como Paymaster of the Forces. O cargo de "Receptor ou pagador e tesoureiro" foi ocupado por todos os Paymaster of the Forces subsequentes até à abolição deste último cargo em 1836. O próprio Fox, o "plebeu mais rico dos três reinos", doou £13.000 para o novo hospital.
O Royal Hospital abriu as suas portas aos Chelsea Pensioners em 1692 para "alívio e socorro" dos veteranos. Alguns dos primeiros soldados admitidos eram feridos na Batalha de Sedgemoor. Wren expandiu o seu projeto original para acrescentar dois quadriláteros adicionais a leste e a oeste do pátio central; estes eram conhecidos respectivamente como o "Pátio do Cavalo Ligeiro" e o "Pátio do Colégio". Devido à má gestão de Lord Ranelagh, o Tesoureiro do Hospital, o edifício não foi concluído até 1692.
Sir John Soane, que foi secretário de obras no início do século XIX, projetou e construiu um novo edifício de enfermaria, situado a oeste do edifício principal, no local do atual Museu Nacional do Exército, que foi destruído por bombardeamentos durante a Segunda Guerra Mundial e substituído por uma enfermaria moderna, situada a leste do edifício principal e inaugurada pela Rainha Isabel II, em 1961.
A enfermaria da década de 1960 foi demolida para dar lugar à Enfermaria Margaret Thatcher, projetada por Sir Quinlan Terry e concluída em 2008, proporcionando um lar de idosos com tecnologia de ponta.
Em 2002, a maça do soberano foi oferecida ao hospital - até então, o hospital não tinha cores ou dispositivo distintivo - a maça é agora transportada em todos os eventos cerimoniais do hospital. A maça foi concebida por Charles Webb e Aubrey Bowden e foi feita pelo Mestre Ourives Norman Bassant. A taça da maça está decorada com bolotas e é encimada pela Coroa de Santo Eduardo.
Em março de 2009, as primeiras mulheres nos 317 anos de história do hospital foram admitidas como pensionistas. Winifred Phillips e Dorothy Hughes foram as primeiras. Winifred Phillips formou-se como enfermeira e mais tarde juntou-se ao Auxiliary Territorial Service em 1948, antes de se alistar no Women's Royal Army Corps em 1949, enquanto servia no Egito. Após 22 anos de serviço, se aposentou com a patente de Oficial de Garantia Classe 2.
Dorothy Hughes entrou para o exército britânico em 1941, com 18 anos, trabalhando mais tarde como parte da 450 Heavy Anti Aircraft Battery na Divisão de Londres. Em 1945, a Bateria foi colocada perto de Dover para se defender dos ataques das bombas V-1. Aposentou-se com a patente de sargento.

### Uniforme
Os Chelsea Pensioners têm o direito de ir e vir do Royal Hospital como quiserem, e podem usar vestuário civil onde quer que se desloquem. No entanto, dentro do hospital e na área circundante, os pensionistas são encorajados a usar um uniforme azul (conhecido carinhosamente como "blues"). Se viajarem para mais longe do Royal Hospital, devem usar as distintas batas escarlates em vez do uniforme azul. As batas escarlates são também usadas em ocasiões cerimoniais, acompanhadas de chapéus tricorne. (Em outras ocasiões, se usa um shako de ponta).
De uniforme, os reformados usam as fitas das medalhas e as insígnias do posto que atingiram durante o serviço militar. Podem também usar outras insígnias que ganharam durante o serviço e muitos reformados usam agora distintivos de Paraquedista e até asas de salto do SAS. Contrariamente à crença popular, não é ilegal fazer-se passar por um Chelsea Pensioner; o mito data provavelmente de uma decisão judicial, revogada pela Statute Law (Repeals) Act 2008, sobre a fraude de receber uma pensão não merecida.
Existe uma lenda que diz que Nell Gwynne, amante de Carlos II, sugeriu casacos vermelhos para os reformados de Chelsea porque se lembrava que os reformados do Coningsby Hospital em Hereford (a sua cidade natal) usavam casacos da mesma cor.

### Dia do Fundador
O Dia do Fundador do Royal Hospital é comemorado no dia 29 de maio de cada ano - o aniversário de Carlos II de Inglaterra e a data da sua restauração como Rei em 1660. É também conhecido como o Oak Apple Day, pois comemora a fuga do futuro Rei após a sua derrota na Batalha de Worcester em 1651, quando se escondeu no Carvalho Real para evitar ser capturado pelas forças parlamentares. No Dia do Fundador, os pensionistas do Royal Hospital são revistos por um membro da Família Real Britânica.

### Estátua do Rei Carlos II

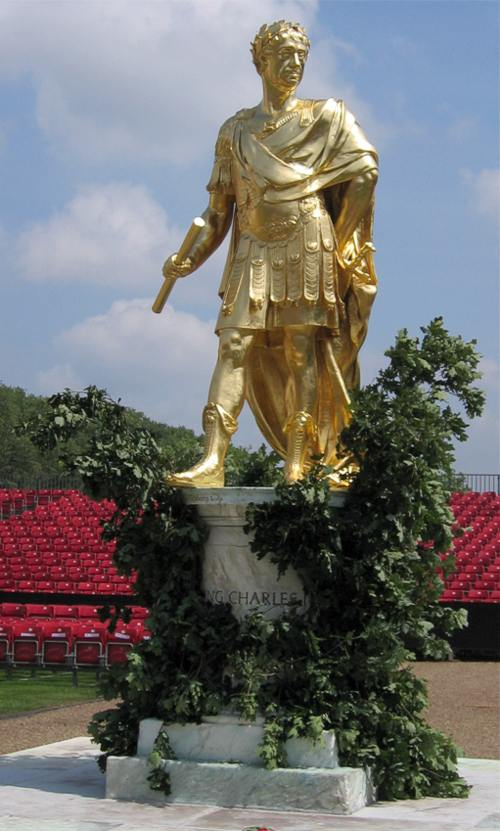
A estátua do Rei Carlos II no Figure Court do Royal Hospital Chelsea.

A estátua de 229 cm do Rei Carlos II, que se encontra no pátio central (o Pátio das Figuras) do hospital, foi fundida em liga de cobre por Grinling Gibbons; foi originalmente dourada, mas foi bronzeada em 1787. Em 2002, a estátua foi novamente dourada para celebrar o Jubileu de Ouro da Rainha Isabel II.

### Capela

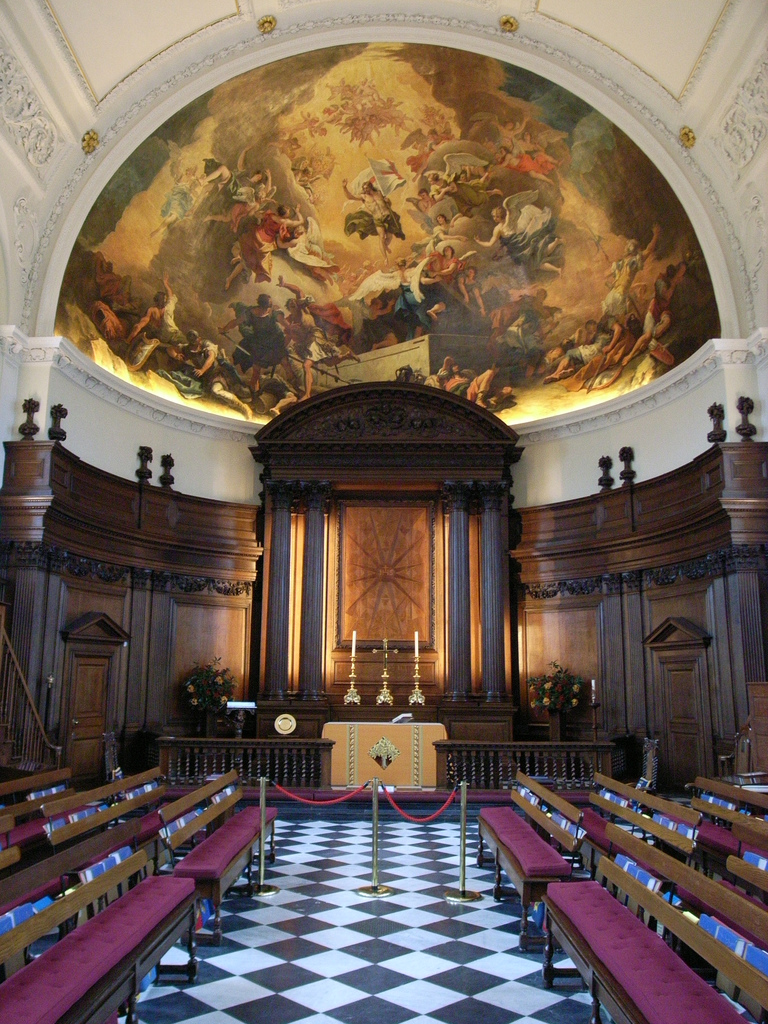
Capela

A capela do hospital foi projetada por Sir Christopher Wren e é um belo e raro exemplo da obra puramente eclesiástica de Wren: ela tem 13 metros de altura e foi concluída em 1687. A capela contém uma bela pintura da Ressurreição na meia cúpula da abside, pintada por Sebastiano Ricci e pelo seu sobrinho Marco (que ajudou na pintura do Royal Hospital) e data do final do reinado da Rainha Ana. A capela foi consagrada em agosto de 1691 e os serviços religiosos eram realizados duas vezes por dia. Atualmente, os serviços religiosos estão limitados às manhãs de domingo e a ocasiões militares especiais.

### Salão Nobre
O Salão Nobre foi também projetado por Sir Christopher Wren e foi originalmente concebido como sala de jantar, mobilado com 16 mesas compridas, uma para cada Ala Longa original. Contém uma grande pintura mural de cerca de 1690, que representa Carlos II de Inglaterra a cavalo sendo coroado pela figura alada da Vitória, com os Edifícios do Hospital Real por detrás.

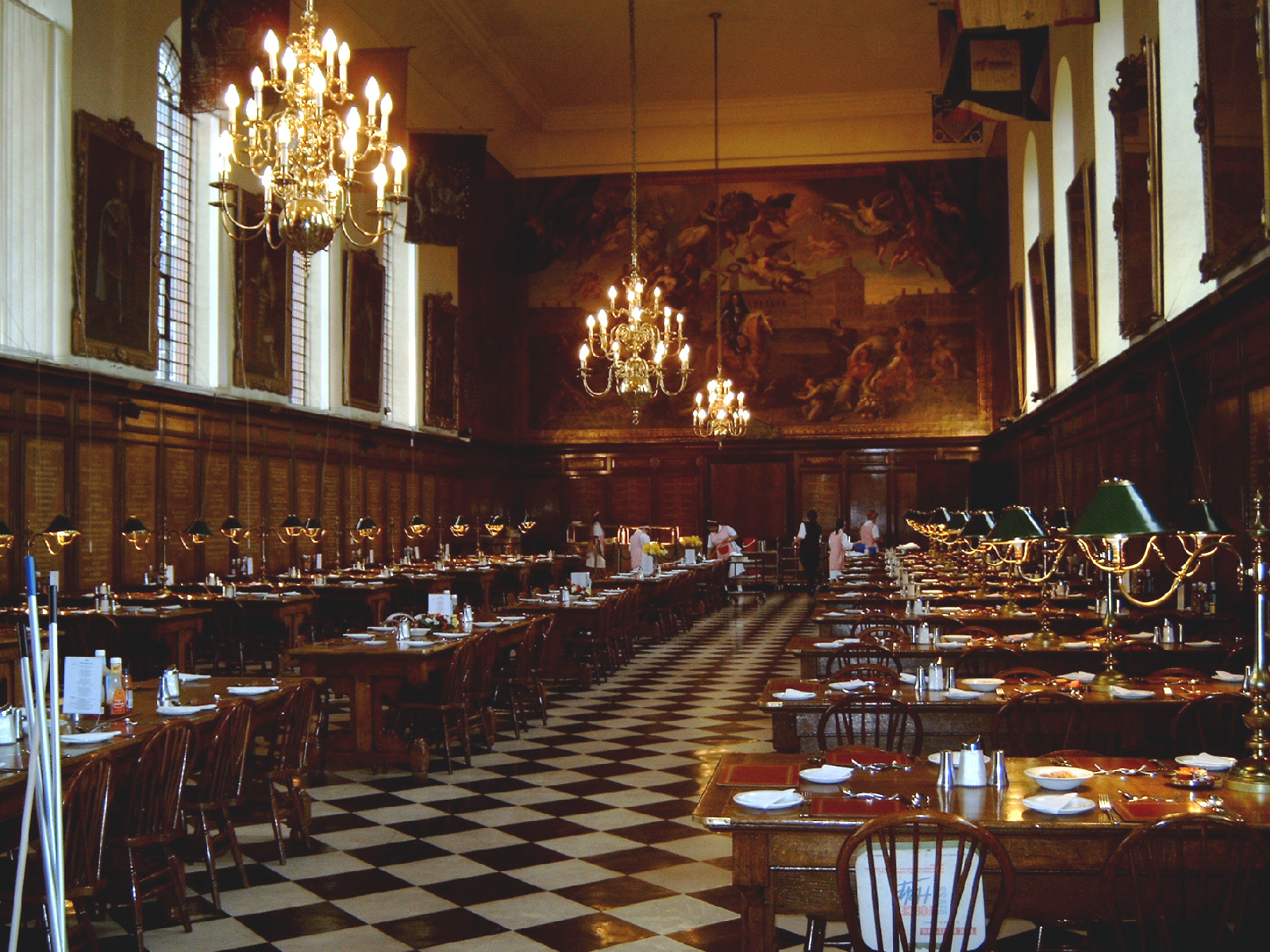
Salão nobre

Pouco antes de 1800, os pensionistas começaram a jantar nas enfermarias e o salão passou a ser utilizado para fins recreativos. Foi aqui que o Duque de Wellington repousou em 1852 e a mesa sobre a qual repousou o seu caixão fica logo após à entrada. O salão voltou a ser utilizado como sala de jantar em 1955.

### Apartamentos de Estado
O teto fortemente moldado que exibe a cifra de Jaime II é da autoria de John Grove, o lambril é da autoria de William Cleere e a fina escultura em madeira de tília sobre a lareira é da autoria de William Emmett. A sala foi concluída entre 1685 e 1688. O teto foi totalmente coberto em 1685, dias antes da morte de Carlos II. Dentro dos Apartamentos de Estado existe também uma Ante-Câmara, que pode ser alugada para eventos privados e casamentos.

### Enfermaria Margaret Thatcher
A Enfermaria Margaret Thatcher alberga cerca de 100 reformados do Chelsea. Inaugurada em 2009 por Carlos, Príncipe de Gales, é uma casa de cuidados de última geração que oferece cuidados de enfermagem e um consultório médico. A Matrona é responsável pela enfermaria e tem uma equipe que inclui enfermeiros, terapeutas e pessoal de cuidados. O local dispõe de um ginásio e de uma piscina de hidroterapia para uso dos pensionistas. A enfermaria dispõe de uma série de atividades em que os pensionistas podem participar, desde aulas de cerâmica a recitais de poesia. Em 2015, a enfermaria recebeu o Quality Hallmark Award at Beacon Status (o nível mais elevado possível) do National Gold Standards Framework Centre in End of Life Care.

### Cerimônias
A Ceremony of the Christmas Cheeses se baseia numa tradição com 300 anos, que teve início em 1692, quando o Royal Hospital Chelsea pediu a um queijeiro local que fornecesse aos pensionistas queijo para os ajudar durante o período festivo. O Dairy Council está agora no seu 56.º ano de organização de uma cerimônia especial no hospital, em que as doações de queijeiros de todo o país são apresentadas aos residentes. Um Chelsea Pensioner corta o queijo cerimonial com uma espada e o queijo é distribuído entre os pensionistas durante a época natalícia.
Outra tradição anual do Royal Hospital é a Cerimônia do Bolo de Natal, que teve início em 1949. É um símbolo da amizade duradoura entre o Reino Unido e a Austrália e assume a forma de um bolo de Natal que é oferecido ao hospital pela Australian Returned and Services League, com cada estado australiano a recebê-lo à vez, ano após ano. Mais uma vez, um reformado do Royal Hospital corta o bolo com uma espada.

## Abertura ao público e eventos
O museu no local descreve a história e a vida no Royal Hospital e dos seus pensionistas, juntamente com exposições de artefatos, documentos, medalhas, distintivos e uniformes. As adições recentes incluem a maça do Soberano e a Cadeira de Desfile. Um grande diorama retrata o Royal Hospital e os Ranelagh Gardens tal como eram em 1742. As visitas guiadas diárias ao local e ao museu, conduzidas pelos próprios Chelsea Pensioners, podem ser reservadas com antecedência.
Os terrenos sul do Royal Hospital são também utilizados para eventos públicos de grande dimensão, incluindo o mundialmente famoso Chelsea Flower Show, organizado pela Royal Horticultural Society. O espetáculo tem sido realizado nos terrenos desde 1913 e atrai cerca de 165.000 visitantes.
Em setembro de 2022, o hospital serviu de ponto de encontro para chefes de estado, líderes e embaixadores estrangeiros se reunirem antes do funeral da Rainha Isabel. De lá, os dignitários viajaram de ônibus para a Abadia de Westminster.

### Canhão de Singora

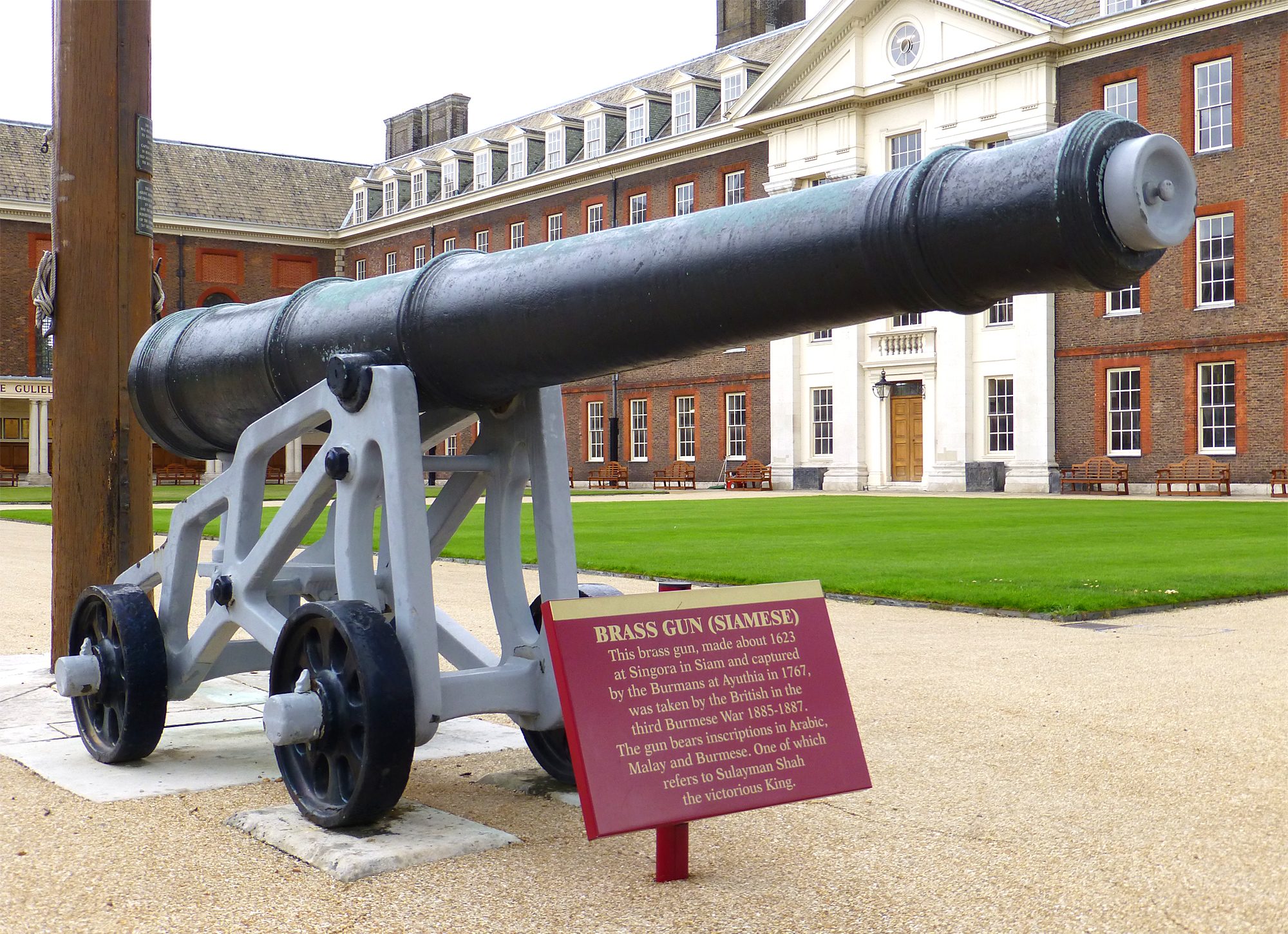
O canhão de Singora junto ao mastro da bandeira nos terrenos do Figure Court

No terreno, junto ao mastro da bandeira, está exposto um canhão de Singora com a inscrição e o selo do Sultão Sulaiman Shah. O canhão foi fabricado em Singora por volta de 1623, capturado ao Sultanato de Singora pelos siameses em 1680, retirado aos siameses pelos birmaneses na guerra birmanesa-siamesa de 1765–1767 e transportado para a Birmânia. Na Terceira Guerra Anglo-Birmanesa (1885-1887), o canhão foi tomado pelos britânicos e enviado para Inglaterra.

## Organização
O hospital mantém uma "cultura militar que valoriza a camaradagem". Os pensionistas estão divididos em quatro companhias, cada uma chefiada por um capitão de inválidos (um antigo oficial do exército responsável pelo "bem-estar, gestão e administração diários" dos pensionistas a seu cargo).
Existe também um Secretário que, tradicionalmente, era responsável pelo pagamento das pensões do Exército, mas que atualmente se ocupa do orçamento anual, do pessoal, dos edifícios e dos terrenos. Outros funcionários superiores incluem o médico e cirurgião, a matrona, o intendente, o capelão e o ajudante.
O Royal Hospital é dirigido por um Conselho de Comissários desde 1702. O presidente ex-officio do conselho é o HM Paymaster General (cujo antecessor, Sir Stephen Fox, foi fundamental na fundação do hospital no século XVII). O objetivo do Conselho de Administração é "orientar o desenvolvimento do Royal Hospital, assegurando os cuidados e o bem-estar dos residentes que aí vivem e salvaguardando os edifícios históricos e os terrenos, que lhe pertencem em regime de confiança".
O Royal Hospital é também um bairro do Conselho de Kensington e Chelsea. A população no Censo de 2011 era de 7.252 habitantes.

### Lista de governadores
Os reformados do Chelsea desfrutam de um jogo de bowling nos terrenos do Royal Hospital Chelsea, em 1945
Segue-se uma lista das pessoas que exerceram o cargo de Governador:
- General de Brigada Thomas Stanwix (1714–1720)
- Tenente-general Charles Churchill (1720–1722)
- Tenente-general William Evans (1722–1740)
- Marechal de Campo Sir Robert Rich, 4.º Baronete (1740–1768)
- Marechal de Campo Sir George Howard (1768–1795)
- Marechal de Campo George Townshend (1795–1796)
- General Sir William Fawcett (1796–1804)
- General Sir David Dundas (1804–1820)
- Marechal de Campo Sir Samuel Hulse (1820–1837)
- General Sir Edward Paget (1837–1849)
- General Sir George Anson (1849)
- General Sir Colin Halkett (1849–1856)
- Marechal de Campo Sir Edward Blakeney (1856–1868)
- Marechal de Campo Sir Alexander Woodford (1868–1870)
- General Sir John Pennefather (1870–1872)
- Tenente-General Sir Sydney Cotton (1872–1874)
- Marechal de Campo Sir Patrick Grant (1874–1895)
- Marechal de Campo Sir Donald Stewart, 1.º Baronete (1895–1900)
- Marechal de Campo Sir Henry Norman (1901–1904)[36]
- Marechal de Campo Sir George White (1905–1912)
- General Sir Neville Lyttelton (1912–1931)
- General Sir Walter Braithwaite (1931–1938)
- General Sir Harry Knox (1938–1943)
- General Sir Clive Liddell (1943–1949)
- General Sir Bernard Paget (1949–1956)
- General Sir Cameron Nicholson (1956–1961)
- General Sir Frank Simpson (1961–1969)
- General Sir Charles Jones (1969–1975)
- General Sir Antony Read (1975–1981)
- General Sir Robert Ford (1981–1987)
- General Sir Roland Guy (1987–1993)
- General Sir Brian Kenny (1993–1999)
- General Sir Jeremy Mackenzie (1999–2006)
- General Michael Walker (2006–2011)
- General Sir Redmond Watt (2011–2018)
- General Sir Adrian Bradshaw (2018–atual)

## Equipe notável
Law; Eleanor Josephine, matrona de 1907 até pelo menos 1925 Law treinou no The London Hospital com Eva Luckes entre 1889 e 1891.

## Citações
- The Royal Hospital Chelsea ("the Guidebook"). [S.l.]: Jarrold Publishing. 2002